# You Don't Exist
You Don't Exist è il sesto album in studio del gruppo alternative rock italiano One Dimensional Man.

## Tracce
- Free speech- 2:53
- You don't exist - 2:58
- In the middle of the storm - 3:01
- No friends - 3:50
- A promise - 3:24
- Crying shame - 3:52
- In substance - 3:15
- We don't need freedom - 1:57
- Don't leave me alone - 3:47
- Alcohol - 4:08
- The american dream - 5:25

## Formazione
- Pierpaolo Capovilla: voce, basso;
- Carlo Veneziano: chitarra
- Francesco Valente: batteria